# Metronomy
Metronomy — британский электронный проект мультиинструменталиста и автора песен Джозефа Маунта, основанный в Тотнесе, графстве Девон, в Англии в 1999 году.
В настоящее время группой выпущено шесть студийных альбомов: Pip Paine (Pay The £5000 You Owe), Nights Out , The English Riviera,
Love Letters, Summer 08 and Metronomy Forever.

## История группы

### Формирование и дебютный альбом (1999-2005)
Основатель Metronomy Джозеф Маунт начал сочинять собственную музыку в 16 лет. Используя компьютер, проданный Джозефу его отцом, он начал заниматься своим любимым хобби. Вместе с Габриэлем Стеббингом во время учёбы в университете играл в группах The Upsides и The Customers.. Группа Metronomy была образована как сайд-проект этих двух коллективов. Позже к группе присоединился двоюродный брат Джозефа Маунта Оскар Кэш.
После переезда в Брайтон скромный домашний проект Джозефа Маунта начинает активную концертную деятельность, завоёвывая репутацию одной из самых блистательных местных молодых команд.
Финансовые перспективы перед Metronomy открылись после того как диджей и продюсер Эрол Алкан (англ.) начал использовать сингл «You Could Easily Have Me» в своих сетах, а затем пригласил Metronomy отыграть в своем клубе.
Летом 2006 года Metronomy выпустили свою дебютную пластинку под названием «Pip Paine (Pay the £5000 You Owe)».

### Night OutиThe English Riviera(2006-2012)
Поначалу Metronomy играли исключительно электронную музыку, но с выходом второго альбома «Night Out» в 2008 году, в их музыке появился вокал. «Night Out» — вонки-детище, созданное под впечатлением от Джорджо Мородера, New Order и Pet Shop Boys.
В мае 2009 года на Myspace музыканты объявили, что Габриэль Стеббинг покинет группу ради участия в собственном проекте под названием Your Twenties. После этого членами коллектива стали басист Гбенга Аделекан и барабанщица Анна Приор. В этом составе коллектив записал третью студийную пластинку «The English Riviera». Она вышла 11 апреля 2011 года.
Сам Джозеф Маунт заявил, что процесс записи лонгплея стал для него новым опытом: «Если мне казалось, что я достаточно продуктивно поработал два дня подряд, на третий день я позволял себе попинать балду. Хорошо быть самому себе хозяином, так что каждый день были разные результаты. Но когда я записал четыре трека и придумал название альбома – все стало намного проще в плане звука и формы».
В лонгплей попали одиннадцать треков, среди которых синглы She Wants, The Look, The Bay и Everything Goes My Way. Несмотря на то, что пластинка показала слабые результаты в чартах, иностранные критики высоко оценили работу. Отечественные рецензенты также оценили альбом положительно. Так, редакторы сайта Звуки.ру отметили, что Metronomy «превратились из дискотечных разбойников в истинных умельцев», а сам Джозеф Маунт «вышел на качественно новый уровень мастерства». Также журналисты отмечали, что музыка альбома отличается от всего, что было выпущено в 2011 году. Критик Александр Горбачёв заметил: «Вообще, как и в случае «Nights Out», название тут равно смыслу: альбом похож именно что на прогулку по ривьере, каждая песня — как парочка, что фланирует мимо».
Пластинка «The English Riviera» получила номинацию на Mercury Prize. Тем не менее, в конечном итоге награду выиграла PJ Harvey с работой «Let England Shake».
В 2012 году вышел альбом ремиксов группы «The English Riviera (Unreleased Remixes)».

### Love Letters(2013-2015)
Вскоре после выпуска «The English Riviera» Джозеф Маунт объявил, что у него уже есть идеи для следующего альбома. Музыкант добавил, что новый лонгплей не обязательно будет концептуальным. В ноябре 2013 года на BBC Radio 1 фронтмен Metronomy  рассказал, что четвертый по счету альбом коллектива под названием «Love Letters» выйдет весной 2014 года.
После официального анонса меломаны смогли послушать новую композицию группы с помощью мобильного приложения A Night Sky. Для этого нужно было направить камеру в ночное небо и найти созвездие Водолея, после чего система воспроизводила трек «I'm Aquarius». Позже режиссёр Мишель Гондри снял одноименный клип, который многие меломаны сравнили с «Космической одиссеей» Стэнли Кубрика. Сам музыкант смысл песни объяснил так:  «Я никакой не Водолей, я вообще Дева. И в гороскопы не верю и астрологию. Но для многих в этом есть какая-то мистика, и это мило. Я просто решил использовать слово  «Водолей», потому что оно так прекрасно подходит в поп-песню».
Альбом «Love Letters» вышел в марте 2014 года. В него вошли десять композиций, включая синглы «I'm Aquarius» и «Love Letters». Описывая альбом, Джозеф Маунт заявил: «Не думаю, что он депрессивный. Мне кажется, там много жизни и радости. Если вы представите оживленный аэропорт летом, вот для меня это звучит так».
Альбом попал в хит-парад многих стран Европы. Также пластинка достигла седьмого места в рейтинге Великобритании.
Новый альбом получил смешанные отзывы украинских и российских критиков. Так, Сергей Кейн в обзоре для Comma заявил: «Стремление к простоте довело группу до игрушечного звучания. Их нынешний шарм построен на инфантильности, но разве инфантильность можно считать шармом?». Редактор российской версии Rolling Stone Игорь Цалер отметил: «Новый альбом Metronomy чем-то похож на поездку по кругу на аттракционе для дошколят. Неторопливо, безопасно, умеренно весело, с легкими отклонениями от заторможенного бита». А сайт Geometria в своей рецензии заметил, что «пластинка, несмотря на синтетику, стала поэтическим сообщением о любви и одиночестве».

### Summer 08(2016-настоящее время)
1 июля 2016 года группа выпустила альбом «Summer 08». Новую пластинку анонсировал Джозеф Маунт в эфире ВВС. Альбом стал идейным продолжением вышедшего в 2008 году «Nights Out». Участники группы отметили, что их прошлый лонгплей «Love Letters» был «минималистичным, очень грубым, балансирующим на грани». Новые песни же, по словам Metronomy, «прямолинейные, объемные и попсовые». Название работы — отсылка к 2008 году, в котором у Джо Маунта был последний отпуск. Среди вдохновителей и музыкальных ориентиров значатся Брайан Ферри и Бек.
Сам фронтмен признался: «Это одна из самых веселых вещей, которые мне удавалось сделать за последнее время. На самом деле у нас получилось целое воспоминание о молодости и тусовках». Позже музыкант добавил: «Альбом «Summer 08» — это большая и серьёзная работа, в которой я хочу выразить своё состояние настоящего умиротворения и счастья».
Первым синглом альбома стала песня «Old Skool», позже на нее был представлен клип. До выпуска альбома в сети также появились треки «Back Together» и «Night Owl».
Песня «Hang Me Out To Dry» была записана в 2011 году для пластинки «The English Riviera», но Джозеф забраковал ее и отложил до лучших времен.
Реакция критиков на альбом «08 Summer» была смешанной. Редакторы NME поставили пластинке 4 с половиной звезды из пяти и добавили: «Очевидные прогибы в альбоме? Их там попросту нет. Джозеф Маунт как обычно прекрасен». Журналисты Consequence of Sound оценили работу в 2 звезды из четырех, отметив: «После удачного старта пластинка быстро выдыхается». В свою очередь, Guardian в своем обзоре заявили: «Metronomy, кажется, немного сбавили обороты после своих прошлых альбомов».
Очередной прорыв случился в июне 2019, когда выходит следующий LP Metronomy Forever.  2021 отличился выпуском старого EP Posse.

## Другие проекты группы
Помимо написания собственных песен группа представила ремиксы на треки  Gorillaz, Franz Ferdinand, Klaxons, Goldfrapp, The Young Knives, Zero 7, Ladytron, Кейт Нэш, Lady Gaga и Люкке Ли.

## Состав
- Джозеф Маунт (Joseph Mount) — композитор, певец, клавишные, гитара
- Оскар Кэш (Oscar Cash) — саксофон, бэк-вокал, гитара, клавишные
- Анна Приор (Anna Prior) — ударные, вокал
- Гбенга Аделекан (Gbenga Adelekan) — бас-гитара, вокал

## Дискография

### Альбомы
| Год  | Детали | Позиция | Позиция  | Позиция  | Позиция | Позиция | Позиция | Сертификация |
| Год  | Детали | UK      | BEL (Fl) | BEL (Wa) | FRA     | GER     | SWI     | Сертификация |
| ---- | --- | ------- | -------- | -------- | ------- | ------- | ------- | ------------ |
| 2006 | Pip Paine (Pay the £5000 You Owe) - Выпущен: 2006, переиздан в 2009 - Лейбл: Holiphonic, переиздан на Because Music - Формат: CD, цифровая дистрибуция | -       | -        | -        | -       | -       | -       | -            |
| 2008 | Nights Out - Выпущен: 8 сентября 2008 - Лейбл: Because Music - Формат: CD, цифровая дистрибуция, винил                                                 | 106     | -        | -        | 129     | -       | -       | -            |
| 2011 | The English Riviera - Выпущен: 8 апреля 2011 - Лейбл: Because Music - Формат: CD, цифровая дистрибуция, винил                                          | 28      | -        | 73       | 22      | -       | 79      | UK: Silver   |
| 2014 | Love Letters - Выпущен: 10 марта 2014 - Лейбл: Because Music - Формат: CD, цифровая дистрибуция, винил                                                 | 7       | 65       | 12       | 7       | 55      | 21      | -            |
| 2016 | Summer 08 - Выпущен: 1 июля 2016 - Лейбл: Because Music                                                                                                | 20      | 109      | 26       | 8       | 56      | 22      |              |
| 2019 | Metronomy Forever - Выпущен: 13 сентября 2019 - Лейбл: Because Music                                                                                   |         |          |          |         |         |         |              |

## Интервью
- Interview: Metronomy, musicOMH, 2008  (англ.)
- Joseph Mount of Metronomy talks remixes, fave gigs, festivals, and the myspace phenomenon on Wednesday 19 March 2008, eGigs.co.uk, 2008  (англ.)
- Metronomy Remixes For Love and Money, Vice Magazine  (англ.)
- В профиль: Metronomy, Lookatme, 2010